# Карменон
Карменон (фр. Cormenon) насеље је и општина у централној Француској у региону Центар (регион), у департману Лоар и Шер која припада префектури Вандом.
По подацима из 2011. године у општини је живело 696 становника, а густина насељености је износила 120,83 становника/km². Општина се простире на површини од 5,76 km². Налази се на средњој надморској висини од 110 метара (максималној 210 m, а минималној 102 m).

## Демографија
| 1962. | 1968. | 1975. | 1982. | 1990. | 1999. | 2011. |
| ----- | ----- | ----- | ----- | ----- | ----- | ----- |
| 557   | 655   | 756   | 733   | 717   | 690   | 696   |

График промене броја становника у току последњих година